# Yu Zhengqi
Yu Zhengqi, anche noto col nome giapponese di Yo Seiki (余 正麒S; 19 giugno 1995), è un goista taiwanese, professionista per la giapponese Kansai Ki-in.

## Biografia
Divenne professionista per la federazione taiwanese nel 2006, e fu promosso a 2 dan nel 2008; successivamente si trasferì in Giappone, dove divenne professionista 1 dan per la Kansai Ki-in nel 2009, 2 dan nel 2011, 3 dan nel 2012.
Nel 2013 perse la finale dello Shinjin-O contro Akihiko Fujita.
Entrò a far parte della lega del titolo Hon'inbō nel corso della sessantanovesima edizione, all'età di 18 anni, e fu per questo promosso a 7 dan nel 2014.
Nel 2015 ha vinto la Coppa Okage contro Ichiriki Ryo.
Nel 2016 ha perso 3-0 contro Iyama Yuta la finale per il titolo di Ōza. L'anno successivo ha perso 3-1 la finale dello Jūdan, sempre contro Iyama.
Dal 2017 in poi, ha vinto sette edizioni consecutive del Kansai Ki-in Primo Posto, una competizione riservata ai membri della Kansai Ki-in.
Nel 2018 ha perso la Coppa Okage contro Kyo Kagen, anch'egli un taiwanese che gioca per la federazione giapponese.
A marzo 2021 si è qualificato per la finale della 68ª edizione della NHK Cup, che ha perso contro Ichiriki Ryo Tengen.
Nel 2022 ha sfidato Iyama Yūta per il titolo di Ōza, ma nella finale della settantesima edizione ha perso per 0–3 contro il detentore del titolo. Nello stesso anno è stato sconfitto per 0–3 nella finale della sessantesima edizione del Jūdan dal detentore Kyo Kagen.
Nel settembre 2023 ha sconfitto Toramaru Shibano Meijin nel torneo per la decisione dello sfidante per la settantunesima edizione dell'Ōza: con questa vittoria ha ottenuto il diritto di sfidare per la seconda volta consecutiva il detentore del titolo Yūta Iyama. Tra ottobre e novembre, ha sconfitto per 2–0 Sada Atsushi, conquistando per la settima volta consecutiva il Kansai Ki-in Primo Posto. Tra ottobre e dicembre ha perso per 2–3 la finale dell'Oza contro Iyama Yuta, dopo essere andato in vantaggio 2–1: si è trattato della terza sconfitta nella finale dell'Oza, tutte per mano di Iyama, la seconda consecutiva.
Ad aprile 2024 ha sconfitto Shibano Toramaru nel torneo per la decisione dello sfidante per la settantanovesima edizione dell'Hon'inbō, acquisendo il diritto di sfidare il detentore del titolo Ichiriki Ryo. A novembre ha vinto per 2-1 in rimonta la sessantottesima edizione del Kansai Ki-in Primo Posto (ottava vittoria consecutiva).
A marzo 2025 ha vinto la NHK Cup sconfiggendo in finale Yūta Iyama.

## Palmarès
| Tornei                   | Vittorie      | Finalista            |
| ------------------------ | ------------- | -------------------- |
| Ōza                      |               | 3 (2016, 2022, 2023) |
| Jūdan                    |               | 2 (2016, 2022)       |
| NHK Cup                  | 1 (2025)      | 1 (2021)             |
| Kansai Ki-in Primo Posto | 8 (2017–2024) |                      |
| Shinjin-O                |               | 1 (2013)             |
| Okage Cup                | 1 (2016)      | 1 (2018)             |
| Totale                   | 10            | 5                    |